# Medwayella loncha
Medwayella loncha är en loppart som först beskrevs av Jordan 1926.  Medwayella loncha ingår i släktet Medwayella och familjen Stivaliidae. Inga underarter finns listade i Catalogue of Life.